# Moserella radicicola
Moserella radicicola är en svampart som beskrevs av Pöder & Scheuer 1994. Moserella radicicola ingår i släktet Moserella och familjen Sclerotiniaceae.   Inga underarter finns listade i Catalogue of Life.